# West Wycombe
West Wycombe è un villaggio e parrocchia civile dell'Inghilterra, appartenente alla contea del Buckinghamshire.